# Driebergenprijs
Le Driebergenprijs est une course cycliste belge disputée au mois d'avril autour d'Harelbeke, dans la province de Flandre-Occidentale. Cette épreuve est considérée comme étant la version du Grand Prix E3 pour élites sans contrat.
Organisé depuis 1962, le Driebergenprijs constitue une étape des Deux Jours du Gaverstreek de 1977 jusqu'en 2015. Depuis 2016, elle se dispute de nouveau en tant que classique.

## Palmarès
| Année                               | Vainqueur               | Deuxième              | Troisième              |
| Étape des Deux Jours du Gaverstreek |                         |                       |                        |
| ----------------------------------- | ----------------------- | --------------------- | ---------------------- |
| 1977                                | Dirk Ceuterick          |                       |                        |
| 1978                                | Daniel Willems          |                       |                        |
| 1979                                | Pieter Verhaeghe        |                       |                        |
| 1980                                | Eddy Copmans            |                       |                        |
| 1981                                | Dirk Demol              |                       |                        |
| 1982                                | Patrick Deneut          |                       |                        |
| 1983                                | Filip Van Vooren        |                       |                        |
| 1984                                | Edwin Bafcop            |                       |                        |
| 1985                                | Johan Museeuw           |                       |                        |
| 1986                                | Jean-Pierre Heynderickx |                       |                        |
| 1987                                | Peter Huyghe            |                       |                        |
| 1988                                | Nico van de Klundert    |                       |                        |
| 1989                                | Edwin Enthoven          |                       |                        |
| 1990                                | Luc Dierickx            |                       |                        |
| 1991                                | Patrick Rasch (nl)      |                       |                        |
| 1992                                | Pascal De Smul (nl)     |                       |                        |
| 1993                                | Wim Feys                |                       |                        |
| 1994                                | Carl Roes               | Rufin De Smet         | Hans Pijpers           |
| 1995                                | Danny In 't Ven         | Stefaan Vermeersch    | Yvan Segers            |
| 1996                                | Ronny Van Asten         | Nico Strynckx         | Brian Dalgaard         |
| 1997                                | Danny Dierckx           | Chris Pollin          | Jan Karlsson           |
| 1998                                | Danny Dierckx           | Gianni Rivera         | Karsten Kroon          |
| 1999                                | Mathew Hayman           | Nico Strynckx         | Johan Dekkers          |
| 2000                                | James Vanlandschoot     | Gino De Weirdt        | Julien Vergeres        |
| 2001                                | Jurgen de Jong          | Gert Steegmans        | Jurgen Van Loocke (nl) |
| 2002                                | Nick Nuyens             | Bart Dockx            | Hans Dekkers           |
| 2003                                | Sébastien Rosseler      | Bart Dockx            | Johan Vansummeren      |
| 2004                                | Jeremy Yates            | Geert Steurs          | Kurt Hovelijnck        |
| 2005                                | Nico Kuypers            | Geoffrey Demeyere     | Gert Vanderaerden      |
| 2006                                | Kristof Vandewalle      | Kristof De Zutter     | Gabriel Rasch          |
| 2007                                | Nico Kuypers            | Tom Criel             | Eduard Bogaert         |
| 2008                                | Bert De Backer          | Klaas Sys             | Julien Vermote         |
| 2009                                | Davy Commeyne           | Vytautas Kaupas       | Nico Kuypers           |
| 2010                                | Timothy Stevens         | Johan Lindgren        | Joeri Calleeuw         |
| 2011                                | Sander Cordeel          | Dries Depoorter       | Ben Grenda             |
| 2012                                | Tom Goovaerts           | Yves Lampaert         | Olivier Pardini        |
| 2013                                | Timothy Dupont          | Jérôme Baugnies       | Timothy Stevens        |
| 2014                                | Aimé De Gendt           | Tim Vanspeybroeck     | Oliver Naesen          |
| 2015                                | Joeri Stallaert         | Jori Van Steenberghen | Sander Cordeel         |
| Interclub d'un jour                 |                         |                       |                        |
| 2016                                | Mathias Ballet          | Matthias Legley       | Aaron Verwilst         |
| 2017                                | Timothy Stevens         | Ruben Van der Haeghen | Gianni Marchand        |
| 2018                                | Joeri Calleeuw          | Bjorn De Decker       | Kjell Van Driessche    |
| 2019                                | Gilles De Wilde         | Tuur Deprez           | Floris Gerts           |